# Шведський інститут кінематографії
59°20′24″ пн. ш. 18°06′12″ сх. д. / 59.34° пн. ш. 18.103333333333° сх. д.
Шведський інститут кінематографії (швед. Svenska Filminstitutet) — установа заснована в 1963 року для підтримки і розвитку кіноіндустрії Швеції, телекомпаній. Цей Інститут розміщується в будівлі «Фільмгюсет» в «Яадет», що розташований в районі Естермальм у Стокгольмі. Будівля була побудована в 1970 р. в стилі модерн за проектом архітектора Петера Сельсінга. Угода фінансування цього між урядом Швеції та медіа-індустрією триває з 1 січня 2006 року.
Шведський інститут кінематографії підтримує шведське кіно і виділяє ґранти на виробництво, розповсюдження і громадський показ шведських фільмів як у Швеції, так і закордоном Швеції. Крім того, інститут вручає щорічну премію «Золотий жук», а також публікує базу даних шведських фільмів. Крім цього, інститут містить великий архів кіно та два театри. Влаштування регулярної демонстрації класичних фільмів Віктора Шестрема і Моріца Стіллера сприяло популяризації шведського кіно на міжнародному рівні. Інститут є членом European Film Promotion.

## Управляючі
- 1963—1970 Гаррі Шайн
- 1970—1972 Бу Юнссон швед. Bo Jonsson (1938—2018)
- 1972—1978 Гаррі Шайн
- 1978—1982 Йорн Доннер (швед. Jörn Donner)
- 1982—1989 Клас Олофссон швед. Klas Olofsson (нар. 1943)
- 1989—1994 Інгрід Едстрьом швед. Ingrid Edström (нар. 1931)
- 1994—1998 Ларс Енквіст швед. Lars Engqvist (нар. 1945)
- 1998—1999 Ханс Оттоссон швед. Hans Ottosson (нар. 1949)
- 2000—2006 Осе Клевеланд швед. Åse Kleveland (нар. 1949)
- 2006—2010 Сіссі Елвін Френкель швед. Cissi Elwin Frenkel (нар. 1965)
- 2010—2011 Бенгт Толль швед. Bengt Toll (нар. 1948)
- 2011- Анна Сернер швед. Anna Serner (нар. 1964)[3]

## Голови Правління
- 1963—1967 Крістер Вікман швед. Krister Wickman (1924—1993 роки життя)
- 1967—1970 Роланд Польссон швед. Roland Pålsson
- 1970—1978 Гаррі Шайн (1924—2006)
- 1978—1981 Пер Альмарк швед. Per Ahlmark (нар. 1939 р.)
- 1981—1984 Берт Левін швед. Bert Levin
- 1984—1992 Ханс Ловбер швед. Hans Löwbeer (1923—2004 рр. ж.)
- 1992—1999 Аке Ашьє швед. Åke Ahrsjö (нар. 1929 р.)
- 1999—2005 Ліза Содерберг швед. Lisa Söderberg
- 2005—2011 Хокан Тідлунд швед. Håkan Tidlund
- 2012- Йоран Йоханссон швед. Göran K. Johansson